# Joseph Nicolosi
Joseph Nicolosi (Nueva York, 21 de enero de 1947 - California, 8 de marzo de 2017) fue un psicólogo clínico y escritor estadounidense, reconocido por su defensa de la terapia de reorientación sexual.

## Biografía

### Trayectoria profesional
Fue miembro fundador de la Asociación Nacional para la Investigación y Terapia de la Homosexualidad (NARTH), en California, y fue su presidente durante algún tiempo.

### Defensa de la Terapia de reorientación sexual
Nicolosi defendió y practicó Terapia de reorientación sexual,
La terapia reparativa considera la mayor parte de las atracciones homosexuales como una reparación de un trauma en la infancia. Este trauma puede ser explícito, como lo es el abuso sexual o emocional, o implícito en la forma de mensajes parentales negativos con respecto a ellos mismos y a su género. Explorar, identificar y resolver estas heridas emocionales de la infancia con frecuencia resultará en la reducción de las atracciones homosexuales no deseadas. >Dicha terapia ha sido duramente criticada por asociaciones de psicología y psiquiatría (como la APA y el Colegio Oficial de Psicólogos de Madrid) por carecer de base científica y por su potencial para dañar la salud mental de los clientes.
En 2015, un juez de Nueva Jersey, EE. UU., evitó que Nicolosi compareciera como testigo experto en un pleito archivado contra otro proveedor de terapia de conversión basándose en que opiniones de profesionales que van en contra del «abrumador peso de la opinión científica» no pueden ser admitidas.

### Asociación Nacional para la Investigación y Terapia de la Homosexualidad (NARTH)
Fue miembro fundador de la Asociación Nacional para la Investigación y Terapia de la Homosexualidad (NARTH) y fue su presidente durante algún tiempo. NARTH es una asociación profesional que promueve la aceptación de la terapia de conversión . Fue asesor y oficial de NARTH. NARTH estuvo durante algún tiempo en Encino en la propia " Clínica Psicológica Tomás de Aquino " de Nicolosi. Según el Southern Poverty Law Center , "NARTH presenta sus métodos como basados en hechos científicos en lugar de creencias religiosas". Nicolosi era católico.

### Controversias
En 2009, el Royal College of Psychiatrists criticó la aparición de Nicolosi en una conferencia en Londres , diciendo que:
"no hay pruebas científicas sólidas de que se pueda cambiar la orientación sexual" y "además, los llamados tratamientos de la homosexualidad crean un entorno en el que los prejuicios y la discriminación puede florecer". 
Nicolosi concedió una entrevista a la BBC para defender sus opiniones, afirmando:
"tenemos una gran cantidad de pruebas". La conferencia, en la que Nicolosi fue el orador principal, fue organizada por Anglican Mainstream , una organización benéfica religiosa conservadora, y por un grupo de presión conservador evangélico. Christian Action Research and Education , y sus organizadores profesaron estar "muy preocupados por el progreso continuo de la agenda gay ". En la conferencia, Nicolosi realizó "terapia" en un hombre en vivo frente a la audiencia, una vista que Patrick Strudwick describió como "como si estuviera viendo un deporte sangriento ". 
En 2012, California aprobó una ley que prohibía la provisión de terapia de conversión a menores , incluidos algunos de los pacientes existentes de Nicolosi. Nicolosi fue nombrado como demandante en una demanda que impugnaba la ley por motivos constitucionales pero la ley, que efectivamente prohibía que la clínica de Nicolosi aceptara pacientes menores de 18 años, fue posteriormente confirmada. Posteriormente, la Corte Suprema se refirió explícitamente a este caso.
En 2013, Nicolosi apareció en el documental televisivo Stephen Fry: Out There de Stephen Fry , que examinaba diferentes actitudes hacia la homosexualidad. Nicolosi informó a Fry que "el sesenta por ciento de nuestros clientes ahora son adolescentes. Los padres llaman presas del pánico porque descubrieron que su hijo está viendo pornografía gay y, por supuesto, tenemos que llevarlo a terapia". Después del segmento, Fry dice que "a pesar de toda su charla sobre el éxito, Nicolosi no puede encontrar a uno de sus ex-gays para hablar con nosotros". Fry luego habla con Daniel Gonzales, un excliente de Nicolosi que no tuvo éxito en cambiar su orientación sexual. Gonzales condena la terapia. 
A partir de 2013, se levantaron protestas en España por la venta de tres libros de Nicolosi titulados: Quiero Dejar De Ser Homosexual ( en español : Quiero Dejar De Ser Homosexual ), Cómo prevenir la homosexualidad ( Cómo prevenir la homosexualidad ) y Confusión de Género en la Niñez . ( La confusión de género en la infancia ). Los principales grandes almacenes españoles El Corte Inglés fueron amenazados con un boicot por parte de la coalición Izquierda Unida[cita requerida] por almacenar las obras, pero continuaron comercializándolas en 2014.

### Eficacia de su terapia
En 2017, el profesor de psicología Warren Throckmorton dijo que J. Michael Bailey , un profesor de psicología conocido por su investigación sobre la orientación sexual, le había ofrecido a Nicolosi la oportunidad de evaluar la viabilidad de su terapia . Bailey le informó a Nicolosi que podía llevar a sus pacientes a su laboratorio en la Universidad Northwestern para probar sus respuestas automáticas a señales eróticas, es decir, hombres contra mujeres. Throckmorton escribió que "Nicolosi nunca aceptó la oferta" y que Bailey confirmó que la oferta aún estaba abierta. Bailey le dijo a Throckmorton que "las exploraciones [cerebrales] previas (o incluso a la mitad) del tratamiento en comparación con las exploraciones posteriores al tratamiento ayudarían a compensar la falta de un grupo de control". En una destacada revisión académica de 2016, Bailey también criticó las afirmaciones de éxito de Nicolosi, y señaló que investigaciones anteriores de Kurt Freund encontraron que las afirmaciones de reorientación sexual de los hombres no estaban respaldadas por evaluaciones falométricas, que miden el flujo sanguíneo del pene en respuesta a las imágenes. Además, Bailey señala que Conrad y Wincze descubrieron que las medidas de excitación fisiológica no respaldaban los informes positivos de los hombres que habían participado en la terapia de reorientación sexual. Todavía se sentían atraídas y excitadas por los hombres. 
Como todas las formas de terapia de conversión , la terapia reparativa es pseudocientífica , basada en suposiciones erróneas, a la que se oponen los médicos y psicólogos convencionales, y potencialmente dañina para los pacientes. Algunos estados han promulgado leyes contra la terapia de conversión.

### Muerte
Nicolosi murió el 8 de marzo de 2017 a la edad de 70 años por complicaciones de la gripe. NARTH de Nicolosi continúa existiendo como "La Alianza para la Elección Terapéutica y la Integridad Científica", encabezada por su hijo Joseph Nicolosi Jr.

### Eliminación de sus libros de Amazon
El 2 de julio de 2019, el minorista de libros en línea líder Amazon eliminó varios de los libros de Nicolosi de su catálogo, incluida la publicación de 2002 Una guía para padres para prevenir la homosexualidad , luego de una petición de Change.org solicitando que lo hicieran.

## Publicaciones
- Nicolosi, Joseph (2015). Vergüenza y Pérdida del Apego: La praxis clínica de la Terapia Reparativa al Cliente con Atracción al Mismo Sexo No Deseada (Kindle Edition) Amazon  Digital Services  LLC.
- Nicolosi, Joseph (2009). Quiero dejar de ser homosexual: Casos Reales De Terapia Reparativa. Ediciones Encuentro Sa. ISBN 978-8474909661
- Nicolosi, Joseph (1991). Terapia Reparativa para la Homosexualidad Masculina: Una Nueva Aproximación Clínica. Jason Aronson, Inc. ISBN 0-87668-545-9.
- Nicolosi, Joseph (1993). Sanando la Homosexualidad: Historias de Casos de Terapia Reparativa. Jason Aronson, Inc. ISBN 0-7657-0144-8.
- Nicolosi, Joseph; Byrd, A. Dean; Potts, Richard W. (junio de 2000). Retrospective self-reports of changes in homosexual orientation: A consumer survey of conversion therapy clients 86. Psychological Reports. pp. 1071-1088.
- Nicolosi, Joseph (2002). A meta-analytic review of treatment of homosexuality.. Psychological reports. Archivado desde el original el 16 de julio de 2011.
- Nicolosi, Joseph & Nicolosi, Linda Ames (2002). La guía de un Padre a Impedir Homosexualidad. InterVarsity Prensa. ISBN 0-8308-2379-4.
- Nicolosi, Joseph (2002). A critique of Bem's "exotic becomes erotic" theory of sexual orientation development.. Psychological reports. Archivado desde el original el 16 de julio de 2011.
- Nicolosi, Joseph (2008). Clients' perceptions of how reorientation therapy and self-help can promote changes in sexual orientation.. Psychological reports. Archivado desde el original el 16 de julio de 2011.
- Nicolosi, Joseph (2009). Vergüenza y Pérdida de Anexo: El Trabajo Práctico de Reparative Terapia. InterVarsity Prensa